# 有吉哲信
有吉 哲信（ありよし てつのぶ、1946年（昭和21年）2月24日 - ）は、日本の政治家。勲等は旭日小綬章。元福岡県宮若市長（4期）。

## 来歴
福岡県宮若市出身。1964年（昭和39年）3月、福岡県立鞍手高等学校卒業。1969年（昭和44年）3月、福岡大学法学部法律科卒業。同年6月、宮田町役場に採用される。役場在職時、1982年（昭和57年）6月に自治大学校を修了している。1999年（平成11年）4月、役場を退職すると共に宮田町教育委員会の教育長に就任。2005年（平成17年）10月、教育長を辞職。
2006年（平成18年）2月11日、宮田町と若宮町が合併し宮若市が誕生。これに伴って同年3月19日に行われた宮若市長選挙に出馬。若宮町長の宝部義信ら4名の候補者を破り初当選。
2010年（平成24年）、再選。2014年（平成26年）、3選。2018年（平成30年）、無投票で4選。
2022年（令和4年）の市長選挙で元福岡県議会議員の塩川秀敏に敗れ落選。
2025年（令和7年）春の叙勲で旭日小綬章を受章した。